# Aloe richardsiae
Aloe richardsiae är en grästrädsväxtart som beskrevs av Gilbert Westacott Reynolds. Aloe richardsiae ingår i släktet Aloe och familjen grästrädsväxter. IUCN kategoriserar arten globalt som nära hotad.
Artens utbredningsområde är Tanzania. Inga underarter finns listade i Catalogue of Life.